# ۹۹۳ (قمری)
۹۹۳ (قمری)، نهصد و نود و سومین سال در گاهشماری هجری قمری است. اول محرم این سال برابر با سوم ژانویه سال ۱۵۸۵ میلادی است.

## زادگان
- نظام‌الدین احمد گیلانی

## وابسته
- شیخ بهایی